# Liste der Naturdenkmale in Grävenwiesbach
Die Liste der Naturdenkmale in Grävenwiesbach nennt die im Gebiet der Gemeinde Grävenwiesbach im Hochtaunuskreis in Hessen gelegenen Naturdenkmale.
| Bild                          | Bezeichnung              | Ortsteil, Lage                            | Beschreibung | Art   | Nr. |
| ----------------------------- | ------------------------ | ----------------------------------------- | --- | ----- | --- |
| Fotos hochladen               | Stieleiche               | 50° 23′ 32,7″ N, 8° 28′ 48,8″ O           | Außergewöhnlich alter Baum mit starkem Stammumfang und bizarrem Wuchs. Wurde früher als Hutebaum genutzt. Eine der drei ND-Eichen auf dem Gelände der Firma Saar in Grävenwiesbach. | Eiche | 1   |
| BW                            | 3 Eichen Firma Saar      | 50° 23′ 36,3″ N, 8° 28′ 49,3″ O           | Alter und hochgewachsener Baum von bizarrem Wuchs. Im Hochtaunus in dieser Form selten anzutreffen. Eine der drei ND-Eichen auf dem Gelände der Firma Saar.                         | Eiche | 3   |
| mehr Fotos \| Fotos hochladen | Linden am alten Rathaus  | Mönstadt 50° 23′ 21,1″ N, 8° 25′ 36,7″ O  | Drei eindrucksvolle, hochgewachsene Bäume, die den Ortsmittelpunkt von Mönstadt markieren.                                                                                          | Linde | 4   |
| Fotos hochladen               | Eiche am Friedhof        | Naunstadt 50° 22′ 37,1″ N, 8° 27′ 2,8″ O  | Hochaufstrebende Solitär-Eiche am Naunstädter Friedhof. | Eiche | 5   |
| Fotos hochladen               | Eiche am hohen Berg      | Hundstadt 50° 22′ 15,2″ N, 8° 28′ 52,7″ O | Sehr alte Stieleiche mit ausgeprägter, tiefansetzender Krone. Früher als Hutebaum genutzt.                                                                                          | Eiche | 6   |
| Fotos hochladen               | Kaiserlinde              | Hundstadt 50° 22′ 7″ N, 8° 28′ 6,2″ O     | Anlässlich des Regierungsjubiläums von Kaiser Wilhelm II. am 15. Juni 1913 gepflanzte Linde.                                                                                        | Linde | 7   |
| Fotos hochladen               | Linde an der Hauptstraße | Hundstadt 50° 22′ 5,4″ N, 8° 28′ 25,8″ O  | Sehr alter Baum von hohem Wuchs und sehr starker Kronenausbildung. | Linde | 9   |
| mehr Fotos \| Fotos hochladen | Eiche an den Wachhecken  | Naunstadt 50° 21′ 38,8″ N, 8° 27′ 35,7″ O | Sehr alter Baum mit erheblichem Stammumfang und prägnanter, weit ausladender Krone. Früher der Herdenrastplatz für das Vieh der Naunstädter Bauern.                                 | Eiche | 12  |

## Ehemalige Naturdenkmale
| Bild            | Bezeichnung         | Ortsteil, Lage                  | Beschreibung | Art   | Nr. |
| --------------- | ------------------- | ------------------------------- | --- | ----- | --- |
| Fotos hochladen | 3 Eichen Firma Saar | 50° 23′ 32,7″ N, 8° 28′ 48,8″ O | Sehr alte Eichen mit starker Stammbildung und hohem, knorrigem Wuchs. Zwei der drei ND-Eichen auf dem Gelände der Firma Saar. Im Jahr 2015 als abgängig aus dem Naturdenkmalverzeichnis gestrichen. | Eiche | 2   |

## Belege
1. ↑  
Naturdenkmale. www.hochtaunuskreis.de, archiviert vom Original am 20. Februar 2016; abgerufen am 27. April 2016.
2. ↑  
1 (102) Stieleiche. Archiviert vom Original am 1. März 2016; abgerufen am 27. April 2016.
3. ↑  
3 (101) 3 Eichen Firma Saar. Archiviert vom Original am 1. März 2016; abgerufen am 27. April 2016.
4. ↑  
4 (107) Linden am alten Rathaus. Archiviert vom Original am 20. Februar 2016; abgerufen am 27. April 2016.
5. ↑  
5 (108) Eiche am Friedhof. Archiviert vom Original am 20. Februar 2016; abgerufen am 27. April 2016.
6. ↑  
6 (105) Eiche am hohen Berg. Archiviert vom Original am 1. März 2016; abgerufen am 27. April 2016.
7. ↑  
7 (104) Kaiserlinde. Archiviert vom Original am 20. Februar 2016; abgerufen am 27. April 2016.
8. ↑  
9 (103) Linde an der Hauptstraße. Archiviert vom Original am 20. Februar 2016; abgerufen am 27. April 2016.
9. ↑  
12 (106) Eiche an den Wachhecken. Archiviert vom Original am 1. März 2016; abgerufen am 27. April 2016.
10. ↑  
2 (100) 3 Eichen Firma Saar. Archiviert vom Original am 20. Februar 2016; abgerufen am 27. April 2016.
11. ↑  
Zweite Verordnung zum Schutz von Naturdenkmalen im Hochtaunuskreis Vom 19. Oktober 2015. (pdf; 4,29 MB) Der Kreisausschuss des Hochtaunuskreises -Untere Naturschutzbehörde-, 23. März 2016, abgerufen am 27. April 2016.

- Karte mit allen Koordinaten:
- OSM |
- WikiMap